# Улица Москворечье
Улица Москворе́чье — улица в районе Москворечье-Сабурово Южного административного округа города Москвы.
Проходит параллельно Каширскому шоссе (справа от него), от Котляковского проезда до улицы Кошкина, пересекает улицу Маршала Шестопалова, Котляковскую улицу, Пролетарский проспект. Нумерация домов ведётся от Котляковского проезда.
Прямая с начала, улица делает плавный зигзаг в районе пересечения с Пролетарским проспектом и упирается в улицу Кошкина, которая в месте пересечения делает поворот под углом.

## Происхождение названия
Название дано в 1981 году по бывшему подмосковному посёлку Москворечье, на территории которого пролегает улица.

## История
Улица сложилась в 1981 году в результате застройки вошедшего в черту Москвы посёлка Москворечье.

## Примечательные здания и сооружения

### по нечётной стороне
- № 1 — Медико-генетический научный центр.
- № 7 — Клиническая психиатрическая больница № 15. Территория больницы огорожена бетонным забором, главный вход — со стороны улицы Маршала Шестопалова (напротив ТЦ «Москворечье»).
- № 9 корп.1 — Пятиэтажное кирпичное здание серии 1-447С-37 1965 года постройки.
- № 9 корп.2 — Пятиэтажное кирпичное здание серии 1-447С-37 1966 года постройки.
- № 11 — Пятиэтажное кирпичное здание серии 1-447С-37 1964 года постройки.
- № 13 — Пятиэтажное кирпичное серии 1-447С-37 1964 года постройки.
- № 15 — Детский сад № 526 при МИФИ.
- № 17 — Пятиэтажное кирпичное здание серии 1-447 1963 года постройки
- № 19, корп. 1, 2, 3, 4 — Студенческий городок НИЯУ МИФИ. Корпуса 3 и 4 отремонтированы и заселены, 1 и 2 — в нежилом состоянии.
- № 21 — Двухэтажное здание.
- № 21, корп. 2 — Двухэтажное здание. Централизованная религиозная организация «Религиозная Ассоциация Церкви Иисуса Христа Святых последних дней в России».
- № 23 — Двухэтажное здание. Арт-кафе «Гончаровъ», в подвале — продовольственный магазин. Бывший магазин «Солнечный».
- № 39 — Лицей № 1579 (Здание № 2).
- № 41, корп. 1 — Пятиэтажное кирпичное здание серии 1-447С-37 1960 года постройки.
- № 41, корп. 2 —
- № 43 — Пятиэтажное кирпичное здание.
- № 45, корп. 1 — Пятиэтажное кирпичное здание.

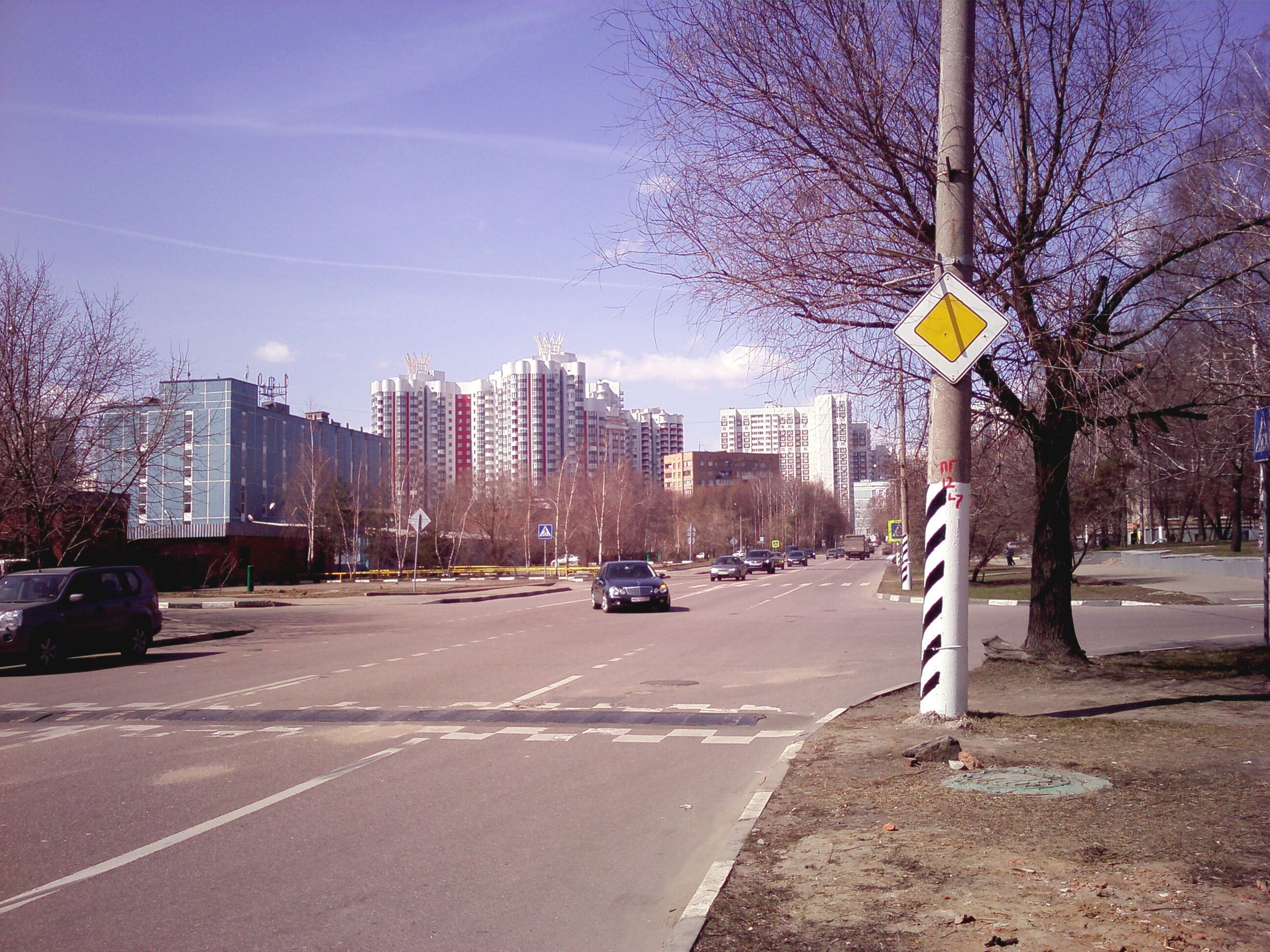
Улица Москворечье в районе дома № 45, корпус 1

### по чётной стороне
В связи с тем, что по чётной стороне улицы на её начальном отрезке от Котляковского проезда до Котляковской улицы проходит высоковольтная ЛЭП, он застроен преимущественно гаражами. Капитальные здания появляются на этой стороне улицы уже после её пересечения с Котляковской улицей.
- № 2, корп. 1, 2 — Новый студенческий городок МИФИ, построен в 2005 году.
- № 4, корп. 1 — Спортивный комплекс, ранее принадлежал МИФИ, ныне закрыт.
- № 4, корп. 3 — 17-этажный пятиподъездный жилой дом сборно-панельный серии «П3М» 2004 года постройки. Парикмахерская, стоматология «Хэппи Дент».
- № 4, корп. 4 — Детский сад № 2593: центр развития ребёнка, с ясельными группами и группами кратковременного пребывания.
- № 4, корп. 5 — 17-этажный пятиподъездный жилой дом «П3М» 2004 года постройки. Диспетчерская УК «СистемаПлюс», фирма пластиковых окон.
- № 4, корп. 6 — Четырёхсекционный 24-этажный жилой дом сборно-панельный серии «И-155» постройки 2008—2009 годов на пересечении с Пролетарским проспектом. Магазин «Продукты», стоматология «Дентал макс», студия красоты «Лео», агентство недвижимости «Миэль», детский клуб «А+Б»
- № 6 — Поликлиника Федерального Медико-Биологического агентства № 1 (Поликлиника МИФИ).
- № 8, корп. 2 и корп. 2, стр. 2 — Два небольших двухэтажных здания снесены в октябре-декабре 2011 года.
- № 14 — АТС.
- № 16 — Клиническая больница № 85 (история КБ № 85 ).
- № 20 — Центральная детская клиническая больница ФМБА России (до 2011 года — Детская клиническая больница № 38), была открыта в 1989 году[1].

## Транспорт
- Метро «Каширская» и «Кантемировская.
- Автобусы: № c823, c850, c891, 897.